# Alcimus setifemoratus
Alcimus setifemoratus là một loài ruồi trong họ Asilidae. Alcimus setifemoratus được Hobby miêu tả năm 1934. Loài này phân bố ở vùng nhiệt đới châu Phi.